# Tr

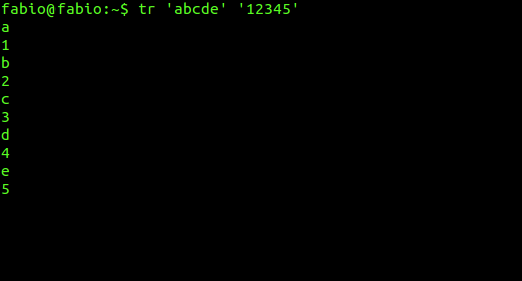
Tr Unix

tr یکی از دستورهای خط فرمان یونیکس است. نام این دستور از واژه translate یا transliterate گرفته شده است که گویای کاربرد این دستور است؛ این دستور برای جایگزین کردن یا پاک کردن تعدادی کاراکتر خاص از یک متن مورد استفاده قرار می‌گیرد. این دستور جریانی از بایت‌ها را از ورودی استاندارد می‌خواند و پس از پردازش آن، نتیجه را در خروجی استاندارد چاپ می‌کند. این دستور دو مجموعه آرگومان می‌پذیرد و کاراکترهای موجود در مجموعه اولی را با کاراکترهای موجود در مجموعه دوم جایگزین می‌کند. به عنوان مثال:
```
tr 'abcd' 'jkmn'
```

دستور بالا، تمامی کاراکترهای a را به j، تمامی کاراکترهای b را به k، تمامی کاراکترهای c را به m و تمامی کاراکترهای d را به n تبدیل می‌کند. کاراکترها را می‌توان به صورت محدوده‌ای هم مشخص کرد. مثال بالا را می‌توان به صورت زیر هم نوشت:
```
tr 'a-d' 'jkmn'
```